# Alinen Kirjasjärvi
Alinen Kirjasjärvi är en sjö i kommunen Parkano i landskapet Birkaland i Finland. Arean är 38 hektar och strandlinjen är 3,19 kilometer lång. Sjön  ingår i Kumo älvs huvudavrinningsområde.   Den ligger omkring 82 kilometer nordväst om Tammerfors och omkring 240 kilometer nordväst om Helsingfors. 